# Pseudacalles
Pseudacalles är ett släkte av skalbaggar. Pseudacalles ingår i familjen vivlar.
Kladogram enligt Catalogue of Life:
| Pseudacalles | \| \| Pseudacalles lateritius \| \| \| \| |
|              | \| \| Pseudacalles lateritius \| \| \| \| |
|              | Pseudacalles lateritius                   |
|              |                                           |